# Rodrigo Cisterna
Rodrigo Alexis Cisterna Fernández (Laraquete, 8 de noviembre de 1980 - Ib., 3 de mayo de 2007) fue un trabajador forestal chileno asesinado a los 26 años durante una protesta obrera por una mejora en sus condiciones laborales la noche del jueves 3 de mayo de 2007, en la localidad de Laraquete, en la Provincia de Arauco, Región del Biobío, a unos 60 kilómetros de la ciudad de Concepción frente a la Planta de Celulosa Horcones, de propiedad del empresario chileno Anacleto Angelini, cuando miembros de las Fuerzas Especiales de los Carabineros de Chile dispararon en contra el luego de que el trabajador volcara varios vehículos policiales usando una grúa, en represalia al destrozo de los vehículos de los trabajadores de la empresa que hizo la policía durante el mismo operativo.
Su verdadero apellido era "Cisterna", no "Cisternas" como erróneamente informaron los diarios de la época.

## Biografía
Rodrigo Cisterna nació como segundo en una familia de cuatro hermanos: Héctor, Rodrigo, Vilma y Jorge. En 1987, su familia se trasladó a la localidad de Curanilahue, donde tomó su educación básica. Su padre falleció en 1993, cuando Rodrigo tenía solo 13 años. Sirvió su educación media en Lebu, el mismo lugar donde egreso de técnico en mecánica y herramientas.
Al momento de su muerte vivía con su esposa, Evelyn Elizabeth Sanhueza Nauco, e hijo de seis años, Rodrigo Abraham Cisterna Sanhueza, en una pieza que alquilaba en Curanilahue.

## Muerte
Durante el mayo de 2007 unos 3 mil trabajadores forestales subcontratados se demostraron a las calles para manifestarse por unas mejores condiciones laborales, entre ellas un aumento de 40 mil pesos chilenos con respecto al sueldo base de la época.
Su muerte fue efectuada a las 21:00 horas, producto de disparos efectuados por miembros de Fuerzas Especiales de Carabineros de Chile, luego de que el trabajador volcara varios vehículos policiales usando una grúa, en represalia al destrozo de los vehículos de los trabajadores de la empresa que hizo la policía tras arremeter contra los manifestantes. Murió en el acto de tres balazos, con la bala fatal llegando a su cráneo por atrás, mientras otros cinco trabajadores resultaron heridos de gravedad.

### Sentencias judiciales
En abril de 2013, el Primer Juzgado Civil de Concepción determinó la responsabilidad policial y del Estado Chileno en el crimen, ordenando al fisco cancelar una indemnización de 30 millones de pesos a la viuda del obrero asesinado, 10 millones de pesos cada uno a otros cuatro operarios heridos de bala, mientras que 20 millones a un quinto trabajador, quien perdió la vista en su ojo izquierdo. Sin embargo esta sentencia fue finalmente rechazada por la Corte Suprema en enero de 2016.
Se han acusado varias fuentes gubernamentales, en particular las del Ministerio del Interior, en pretender responsabilizar la muerte de Cisterna a los trabajadores en huelga sin mediar ninguna investigación previa.

## Legado
Tras la muerte de Rodrigo Cisterna, la movilización de trabajadores subcontratados iniciada semanas antes de su deceso, llegó a su fin. Tras el trágico desenlace se lograron los 23 puntos del petitorio sindical, logrando equiparar las condiciones de trabajo de los trabajadores de planta con los subcontratados. Sus funerales se llevaron a cabo en ese lugar, ante más de 25.000 personas que llegaron desde diversos puntos del país.[cita requerida].
A partir de la lucha de los subcontratados de Bosques Arauco S.A. y la muerte de Rodrigo Cisterna, comenzó una ola de protestas y huelgas de trabajadores subcontratados en el país, comenzando por los de CODELCO y continuando con los de ENAP. Cabe señalar que en Chile, los sindicatos interempresas no tenían existencia legal al momento de estos acontecimientos.
Su madre murió el 21 de abril de 2022, después, sin haber recibido ninguna justicia judicial respecto al asesinato de su hijo.

## Casos similares
Su muerte se suma a otros casos emblemáticos de ciudadanos muertos en protestas sociales durante gobiernos posteriores a la dictadura militar en Chile encabezada por Augusto Pinochet, entre ellos, Daniel Menco, Álex Lemun Saavedra, Matías Catrileo, Jaime Mendoza Collio, y Camilo Catrillanca.
Además, ha habido casos históricos similares al de Cisterna:
- Marvin Heemeyer, mecánico estadounidense quien reforzó su grúa con armadura de cemento tras tener una disputa con su gobierno local, terminándola para arrasar a varios edificios en la ciudad de Granby (Colorado) antes de quitarse su propia vida.
- Barry Swegle, obrero estadounidense quien construyó una armadura en su grúa para demoler a dos casas y botar un poste de electricidad.

Ambos de estos terminaron sin heridos ni muertos (aparte del suicidio de parte de Heemeyer).